# 桂川駅 (北海道)
桂川駅（かつらがわえき）は、かつて北海道茅部郡森町鷲ノ木町（わしのきちょう）にあった北海道旅客鉄道（JR北海道）函館本線の駅（廃駅）。駅番号はH61であった。事務管理コードは▲140115。

## 歴史

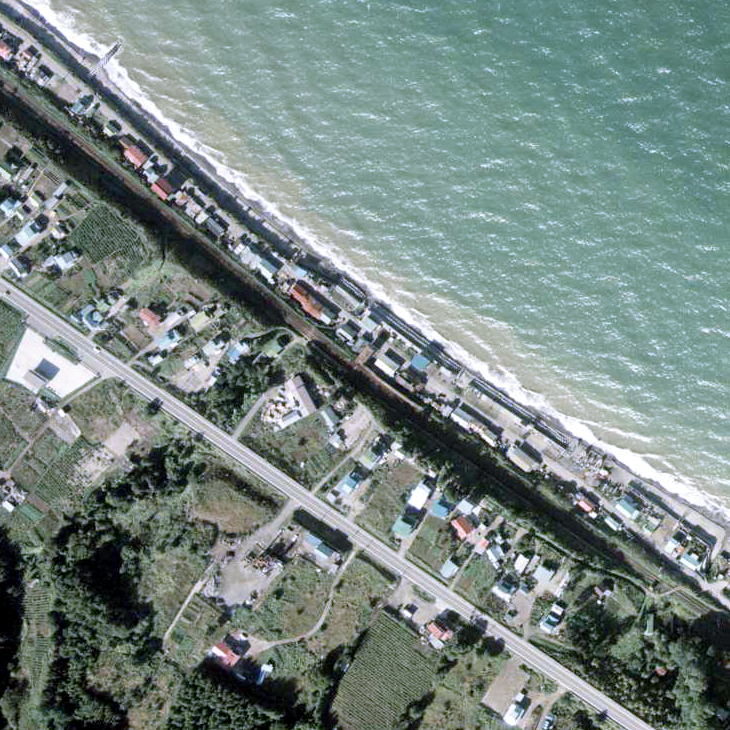
1976年の桂川信号場と周囲約500m範囲。右が函館方面。中央の錆色屋根の海側に向かって細長い建家が今はなき2階建の信号場本屋で、建家と線路築堤の間の渡りに函館方面横側（建屋内昇降階段側）が開放型の待合室が軒を接して設けられていた。ホームの位置は影になっていて状況が不鮮明だが、現在見られるようなコンクリート製の簡易ホームらしき姿は認められない。長万部方は複線だが、函館方右下の踏切辺りから単線となっている。

太平洋戦争に伴う輸送力増強の一環として設置された信号場を起源とする。

### 年表
- 1944年（昭和19年）9月1日：国有鉄道函館本線の桂川信号場として開設[5][6]。
  - ただし、『森町史』では開設日を同年9月30日としている[4]。
  - 旅客扱いの開始時期は不明であるが、1973年（昭和48年）に国鉄北海道総局が発行した『北海道　駅名の起源』に、桂川信号場が旅客を取り扱っていた旨の表記があり[7]、遅くとも同年には仮乗降場として旅客扱いを開始していたと思われる。
- 1949年（昭和24年）6月1日：日本国有鉄道法施行に伴い、日本国有鉄道（国鉄）が継承。
- 1971年（昭和46年）9月21日：函館本線 当信号場 - 石谷駅間が複線化[8]。
- 1979年（昭和54年）9月27日：函館本線 森駅 - 当信号場間が複線化され、信号場としての役割を喪失[9]。引き続き、桂川仮乗降場（局設定）として旅客扱いを実施[10]。
- 1987年（昭和62年）4月1日：国鉄分割民営化に伴い、北海道旅客鉄道（JR北海道）に継承。同時に駅に昇格し、桂川駅となる[10]。
- 1990年（平成2年）3月10日：営業キロ設定。
- 2007年（平成19年）10月1日：駅ナンバリングを実施[11]。
- 2016年（平成28年）6月2日：同じ森町の東山駅、姫川駅（現：姫川信号場）、長万部町の北豊津駅（現：北豊津信号場）、蕨岱駅と共に、JR北海道から各町へ2017年3月実施予定のダイヤ改正に合わせて廃止の意向が示されていることが報道される[12]。
- 2017年（平成29年）3月4日：利用者減少に伴い、同日実施のダイヤ改正に合わせ廃止[2]。

### 駅名の由来
附近の河川名より。かつてカツラの大木が密生していたための名称ともいわれている。

## 駅構造
相対式ホーム2面2線を持つ地上駅。当駅の設備は築堤の上にあるため、道とは階段で連絡していた。2つのホームはずれていて、構内踏切で結ばれていた。ホームから階段への入口の脇に小さな待合所が置かれていた。森駅管理の無人駅だった。

## 利用状況
乗車人員の推移は以下の通り。年間の値のみ判明している年度は日数割で算出した参考値を括弧書きで示す。出典が「乗降人員」となっているものについては1/2とした値を括弧書きで乗車人員の欄に示し、備考欄で元の値を示す。
また、「JR調査」については、当該の年度を最終年とする過去5年間の各調査日における平均である。
| 年度               | 乗車人員（人） | 乗車人員（人） | 乗車人員（人） | 出典          | 備考 |
| 年度               | 年間           | 1日平均        | JR調査         | 出典          | 備考 |
| ------------------ | -------------- | -------------- | -------------- | ------------- | ---- |
| 1978年（昭和53年） |                | 13.0           |                | [ 13 ]        |      |
| 2015年（平成27年） |                |                | 「1名以下」    | [ 14 ] [ 12 ] |      |

## 駅周辺
- 国道5号
- 富士見町簡易郵便局
- 森町立鷲ノ木小学校
- 函館バス「鷲の木」停留所（国道5号線沿い）

## 隣の駅
廃止当時の内容を記載する。
北海道旅客鉄道（JR北海道）
■函館本線
森駅 (H62) - 桂川駅 (H61) - 石谷駅 (H60)